# Thomas Howard, III duque de Norfolk
Thomas Howard, III duque de Norfolk (1473-25 de agosto de 1554), fue un importante político Tudor. Era tío de Ana Bolena y Catherine Howard, dos de las esposas de Enrique VIII de Inglaterra, y desempeñó un papel importante en las maquinaciones en torno a estas relaciones. Tras perder el favor del rey, fue desposeído de su ducado y encarcelado en la Torre de Londres, pero fue liberado tras la ascensión al trono de María I de Inglaterra. Ayudó a la reina a asegurar su trono, estableciendo las bases para el acercamiento entre su familia (católica) y la línea real (protestante) que continuaría con su sobrina-nieta, la reina Isabel I de Inglaterra.

## Primeros años
Era hijo de Thomas Howard, II duque de Norfolk (hijo mayor de John Howard, I duque de Norfolk) y Elizabeth Tilney, y descendía del tercer hijo del rey Eduardo I, Thomas de Brotherton, 1.er Conde de Norfolk. Su padre fue nombrado caballero en 1478 y Conde de Surrey en 1483 (al mismo tiempo que su abuelo, Lord Howard, era nombrado Duque de Norfolk). El propio Thomas fue nombrado caballero por su padre en 1498. Sucedió a su hermano menor Sir Edward Howard como Lord High Admiral tras la muerte de éste en 1513. Su padre recuperó el ducado de Norfolk que había pertenecido a su abuelo (que había quedado vacante después de la Batalla de Bosworth en 1485), tras lo cual fue nombrado Conde de Surrey.

## Matrimonios
Se casó en primer lugar con Ana de York, hija del rey Eduardo IV de Inglaterra y Lady Isabel Woodville, el 4 de febrero de 1494 en el Palacio de Placentia. La pareja tuvo al menos dos hijos: Thomas Howard (c. 1496-1508) y otro hijo que nació muerto (c. 1499). Asimismo, se cree que el matrimonio tuvo otros dos hijos, Enrique y William Howard, que murieron en la infancia.
Tras la muerte de Ana en 1511, se casó con Lady Elizabeth Stafford, (hija de Edward Stafford, 3.er duque de Buckingham, y Lady Eleanor Percy) el 8 de enero de 1512. Tuvieron cuatro hijos: Lady Mary Howard (c. 1519-1555), que se casó con Henry Fitzroy, 1.er duque de Richmond y Somerset, hijo ilegítimo de Enrique VIII de Inglaterra; Henry Howard, conde de Surrey (1517-1547), que fue uno de los fundadores de la poesía renacentista inglesa; y Lord Thomas Howard (c.1520-1582) más tarde 1.er Vizconde Howard de Bindon; y Catherine Howard (c.1515-1530). Su matrimonio con Elizabeth no fue feliz. Cuando Elizabeth se quejó de que el duque tenía una amante, Bess Holland, el duque la golpeó. Permanecieron separados hasta la muerte de Norfolk.

## Ascenso al poder
Tras la muerte de su padre en 1524, lo sucedió como III duque de Norfolk y II conde de Surrey, y fue nombrado Lord High Treasurer y Earl Marshal, convirtiéndose en uno de los principales nobles del reino. Destacó muchas veces en el campo de batalla, ya que era un hábil soldado. Su poder se incrementó después de que su sobrina Ana Bolena capturase la atención del rey Enrique VIII, en algún momento hacia 1527. No obstante, su relación era difícil dado que Ana consideraba que su tío era una persona egoísta y poco fiable. Aunque fueron aliados políticos a finales de la década de 1520 junto al cuñado de Norfolk Thomas Boleyn (padre de Ana), Norfolk se quejó en una ocasión de que Ana había empleado palabras hacia él "que uno no dirigiría ni a un perro". Fue coronada reina en 1533, y seguramente ejerció influencia para asegurar el matrimonio de la hija de Norfolk, Mary, con el Duque de Richmond.
La visión religiosa y política de Ana era más radical que la de Norfolk, y su relación se deterioró a lo largo de 1535 y 1536 a medida que se incrementaban las infidelidades del rey, incluyendo con la prima de Ana, Mary Shelton. Poniendo su propia seguridad sobre las lealtades familiares, Norfolk, presidió el juicio de Ana en 1536, y emitió una sentencia de muerte a pesar de la probable inocencia de ella. Al día siguiente, condenó a muerte a su sobrino George, hermano de Ana, por el crimen de incesto con su propia hermana, la reina.
Utilizó el posterior matrimonio del rey con Ana de Cléveris como una oportunidad para deshacerse de su viejo enemigo Thomas Cromwell, que fue decapitado en 1540. Tras el divorcio del rey de Ana de Cléveris, Norfolk utilizó a otra de sus sobrinas, la adolescente Catherine Howard, para fortalecer su poder en la corte, para lo que organizó un noviazgo entre ella y el rey, de 48 años de edad. No obstante, el reinado de Catherine fue breve, ya que Thomas Cranmer, el Arzobispo de Canterbury, descubrió que ella ya se había prometido en secreto antes de su matrimonio con el rey y había sido extremadamente indiscreta desde entonces. Catherine fue decapitada en febrero de 1542, y numerosos miembros de la familia Howard fueron encarcelados en la Torre de Londres, incluyendo a la madrastra, el hermano, dos cuñadas y varios sirvientes de Norfolk.

## Encarcelamiento y liberación
La ejecución de Catherine Howard significó la caída de Norfolk, a pesar de sus desesperados esfuerzos por calmar la situación. Se había convertido en el líder de la principal familia de Inglaterra, como tío de Ana Bolena y Catherine Howard y tío abuelo de Jane Seymour. También se había beneficiado de la influencia de varias de las amantes del rey, sus sobrinas María Bolena y Elizabeth Carew y la tía de su esposa, Anne Stafford, Condesa de Huntingdon. En 1546, Norfolk supuestamente tramó una conspiración para convertir a su hija, Mary Howard, en amante del rey, a pesar de que ella era la viuda del hijo ilegítimo del rey. En diciembre de 1546, fue arrestado en compañía de su hijo Henry y acusado de traición. Enrique VIII murió la víspera del día previsto para la ejecución, y la sentencia de Norfolk fue conmutada por pena de cárcel. El Conde de Surrey tuvo peor suerte y había sido ejecutado algunos días antes.
Norfolk permaneció en la Torre de Londres a lo largo del reinado de Eduardo VI y su ducado permaneció vacante. Fue liberado por María I en 1553, debido a la condición católica de la familia Howard, y le fue devuelto el ducado. El Duque mostró su gratitud liderando las fuerzas enviadas para sofocar la rebelión de Thomas Wyatt, que había protestado por el próximo matrimonio de la reina con Felipe II de España y había planeado situar a la hija de Ana Bolena, la futura Isabel I, en el trono en sustitución de María I. El resultado de la victoria de Norfolk sobre la rebelión de Wyatt fue el encarcelamiento de la princesa Isabel en la Torre de Londres (aunque no existía evidencia suficiente de para condenarla por traición, ya que ella no había tomado parte claramente en la rebelión) y la ejecución de la prima de la reina Lady Jane Grey. Norfolk murió poco después de la Rebelión Wyatt y fue sucedido por su nieto Thomas.
Su tumba se encuentra en la Iglesia de San Miguel Arcángel (Framlingham), en Suffolk. Se encuentra entre los ejemplos de piedra ornamental mejor conservados de Europa.

## En el cine
| Año  | Película                              | Director        | Actor             |
| ---- | ------------------------------------- | --------------- | ----------------- |
| 2015 | Wolf Hall (serie de televisión)       | Peter Kosminsky | Bernard Hill      |
| 2008 | Las Hermanas Bolena                   | Justin Chadwick | David Morrissey   |
| 2007 | Los Tudor (TV)                        | Michael Hirst   | Henry Czerny      |
| 1977 | El príncipe y el mendigo              | Charles Jarrott | Rex Harrison      |
| 1969 | Ana de los mil días                   | Charles Jarrott | Peter Jeffrey     |
| 1972 | Las seis esposas de Enrique VIII (TV) | Waris Hussein   | Patrick Troughton |
| 1966 | A Man for All Seasons                 | Fred Zinnemann  | Nigel Davenport   |